# Gasteracantha tondanae
Gasteracantha tondanae är en spindelart som beskrevs av Pocock 1897. Gasteracantha tondanae ingår i släktet Gasteracantha och familjen hjulspindlar.
Artens utbredningsområde är Sulawesi. Inga underarter finns listade i Catalogue of Life.